# Тихонов, Никита Сергеевич
Ники́та Серге́евич Ти́хонов (род. 24 мая 1952) — советский и российский режиссёр документального кино и телевидения, продюсер.

## Биография
Родился в Иркутске в семье театральных актёров, впоследствии Народных артистов, Сергея Тихонова (1921—1992) и Наталии Терентьевой (1926—2019). Детство провёл в Ярославле.
Обучался в Ярославском государственном университете — юридический факультет 1971—1973 годы, Воронежском государственном университете — юридический факультет 1973—1974 годы. В 1974 году поступил на режиссёрский факультет ГИТИС (мастер Иосиф Михайлович Туманов).
С 1979 года в системе Гостелерадио СССР/Первый канал/ОРТ. Режиссёр-постановщик множества телепрограмм, в том числе цикловых: «Музыка в эфире», «Шире круг», «Споёмте, друзья!», «Голоса народных инструментов», «Играй, гармонь!», «Променад в Мариинском» и др. С 1990 года сотрудничал со студиями «Огонёк-видео», «Амаркорд» М. Голдовской, телекомпания «Classic TV», ВПТО «Видеофильм». С 1997 года — Руководитель Кино-видеостудии Большого театра России (ГАБТ). С 2002 года художественный руководитель студии «Артс Медиацентр». Член Гильдии неигрового кино и телевидения. Член СТД. Почетный член Российской академии художеств (РАХ). Благодарность Министра культуры РФ 2022 года - "За большой вклад в развитие культуры и многолетнюю плодотворную работу". Награждён балетной премией «Душа танца» в номинации «Рыцарь танца».
Никита Тихонов — создатель серии документальных фильмов-портретов великих музыкантов, балерин и танцовщиков XX века. Совместно с женой Юлией Тихоновой (автором сценариев) на Телеканале Культура (Россия-К) выпустил в эфир документальные фильмы о балеринах и танцовщиках Большого театра — Марине Семеновой, Майе Плисецкой, Галине Улановой, Ольге Лепешинской, Раисе Стручковой, Суламифи Мессерер, Марине Кондратьевой, Екатерине Максимовой, Софье Головкиной, Нине Ананиашвили, Асафе Мессерере, Николае Фадеечиве, Владимире Васильеве, Марисе Лиепе, Николае Цискаридзе, балетмейстерах Леониде Лавровском, Ростиславе Захарове, певцах Сергее Лемешеве, Зурабе Анджапаридзе, Александре Ведерникове, Ирине Архиповой, великих музыкантах Давиде Ойстрахе, Леониде Когане, Якове Флиере, Генрихе Нейгаузе, Евгении Светланове, Марке Эрмлере, Георгии Свиридове и других выдающихся деятелях российской культуры — Агриппине Вагановой, Борисе Покровском, Сергее Дягилеве, Леониде Трауберге (автор сценария Наталья Нусинова), Евгении Габриловиче (автор сценария Юрий Богомолов), Иосифе Хейфице (автор сценария Александр Липков).
Тихонов режиссёр-постановщик и продюсер цикловых телепрограмм Телеканала Культура (Россия-К) о Большом театре России «15 подъезд» (в эфире с 01.1998 г. по 06.2000 г.), «Билет в Большой» (в эфире с 09.2000 г. по наст.вр.), еженедельных тележурналов «Абсолютный слух» (об истории музыки, в эфире с 10.2009 г. по наст.вр.), и «Искусственный отбор»  (об истории изобразительного искусства, в эфире с 09.2014 г. по наст.вр.), «PRO-БАЛЕТ с Николаем Цискаридзе» .
Жена — Юлия Владимировна Тихонова (род. 1958) — сценарист, автор телевизионных программ. Сын Никита (род. 1980) — режиссёр, выпускник Высших курсов сценаристов и режиссёров (ВКСР). Сын Алексей (род. 1986) — экономист.

## Фильмография
Документальные фильмы
- 1987 — «Тот уголок земли. А. С. Пушкин в Михайловском (документальный фильм)»
- 1990 — «Мы были эксцентриками. Леонид Трауберг»/ ФЭКС /
- 1990 — «Евгений Иосифович Габрилович рассказывает»
- 1990 — «Евгений Габрилович. Объяснение в любви»
- 1991 — «Koshmar/Give Me a Strong Purpose/»
- 1991 — «Кинорежиссер Иосиф Ефимович Хейфиц»
- 1995 — «Ирина Архипова. Русское бельканто»
- 1995 — «Евгений Светланов. Партитура жизни»
- 1996 — «Георгий Свиридов. Время Свиридова»
- 1996 — «Легенды Большого. Борис Покровский»
- 1997 — «Легенды Большого. Мариус Петипа»
- 1997 — «Сэр Питер или Фантазия в апельсиновых тонах»
- 1998 — «Магия «Жизели»»
- 1998 — «Памяти Улановой»
- 1998 — «Николай Цискаридзе. Быть звездой…»
- 1999 — «Катя»
- 2000 — «Владимир Васильев. Отражения»
- 2003 — «Борис Годунов. Восхождение к премьере»
- 2003 — «Нина Ананиашвили. День до спектакля»
- 2003 — «Суламифь Мессерер. Я хочу рассказать…»
- 2003 — «Марина Семенова. Торжество совершенной красоты»
- 2003 — «Золотой век Асафа Мессерера»
- 2004 — «Екатерина Максимова. Когда танец становится жизнью»
- 2004 — «Ольга Лепешинская. Диалог с легендой»
- 2004 — «AVE МАЙЯ»
- 2005 — «Уланова — навсегда»
- 2005 — «Владимир Васильев. Большой Балет»
- 2005 — «Метаморфозы Леонида Лавровского»
- 2005 — «Раиса Стручкова. Я жила Большим театром»
- 2005 — «Софья Головкина. Судьба моя – балет»
- 2005 — «Стихия по имени Майя» Часть-1  Часть-2
- 2006 — «Марис Лиепа. Поединок с судьбой»
- 2006 — "MARIS" 1-я серия , 2-я серия
- 2007 — «Майя Плисецкая»
- 2007 — «Марк Эрмлер. Под знаком счастливой судьбы»
- 2007 — «Кумир. Сергей Лемешев»
- 2007 — «Андрей Кончаловский. Сцена»
- 2007 — «Ростислав Захаров. По системе Станиславского»
- 2007 — «Яков Флиер. Рыцарь романтизма»
- 2007 — «Александр Ведерников. Золотой бас России»
- 2008 — «Виват, Нина, виват!» (балерина Нина Ананиашвили)
- 2008 — «Владимир Канделаки. Знакомый незнакомец»
- 2008 — «Мастер Генрих»
- 2008 — «Николай Фадеечев»
- 2008 — «Зураб Анджапаридзе. Властитель тенорового Олимпа»
- 2008 — «Давид Ойстрах. Гений скрипки»
- 2009 — «Симон Вирсаладзе. Музыка цвета»
- 2009 — «Имя музы — Марина» (балерина Марина Кондратьева)
- 2009 — «Екатерина Максимова. Фуэте длиною в жизнь»
- 2009 — «Евгений Онегин. Между прошлым и будущим»
- 2009 — «Агриппина Ваганова. Великая и ужасная»
- 2009 — «Леонид Коган. Неповторимый»
- 2010 — «Ирина Архипова. Архитектура гармонии»
- 2010 — «Париж Сергея Дягилева»
- 2017 — «Мастерская архитектуры с Андреем Черниховым»
- 2017 — «Гия Канчели. Грустная музыка счастливого человека...»
- 2021 — «Александр Чайковский. Я не хотел быть знаменитым...»

## Пресса
- В. Майниеце. «Хочется быть первыми». К 10-летию Киновидеостудии Большого театра.
- «Музыка способна творить чудеса».
- Журнал Большой театр N3 01.11.2022г. - статья "Без фальши"